# جفری کین
 جفری کین (به انگلیسی: Geoffrey Keen) (زاده ۲۱ اوت ۱۹۱۶- درگذشته ۳ نوامبر ۲۰۰۵) بازیگر انگلیسی بود.
از فیلم‌های معروف او می‌توان به بازی در فیلم جاسوسی که دوستم داشت، فقط بخاطر چشمان تو، پیه‌اش را به تنت بمال و نمایی از یک قتل اشاره کرد.